# Aidesia
Aidesia, var en grekisk filosof som tillhörde den nyplatonska skolan i Alexandria; hon levde i Alexandria under 400-talet.
Hon var släkt med Syrianos, gift med Hermias (410-450) och mor till Ammonios Hermeiou och Heliodoros. Hon följde med Heliodoros till Aten för att studera filosofi och mottog stor respekt.  